# Astropecten triacanthus
Astropecten triacanthus är en sjöstjärneart som först beskrevs av Shoji Goto 1914.  Astropecten triacanthus ingår i släktet Astropecten och familjen kamsjöstjärnor. Inga underarter finns listade i Catalogue of Life.